# Henneguya joalensis
Henneguya joalensis is een microscopische parasiet uit de familie Myxobolidae. Henneguya joalensis werd in 1997 beschreven door Kpatcha, Faye, Diebakate, Fall & Toguebaye. 